# Église Saint-Nicolas de Lhéry
L'église de Lhéry est une église romane construite au XIIIe siècle, dédiée à saint Nicolas et située dans le département français de la Marne.

## Historique
La construction en pierre date du XIIIe siècle ; c'est aussi l'une des églises de la Marne qui ont beaucoup souffert de dommages provoqués par la Première Guerre mondiale. Elle a été classée en 1921.

## Images

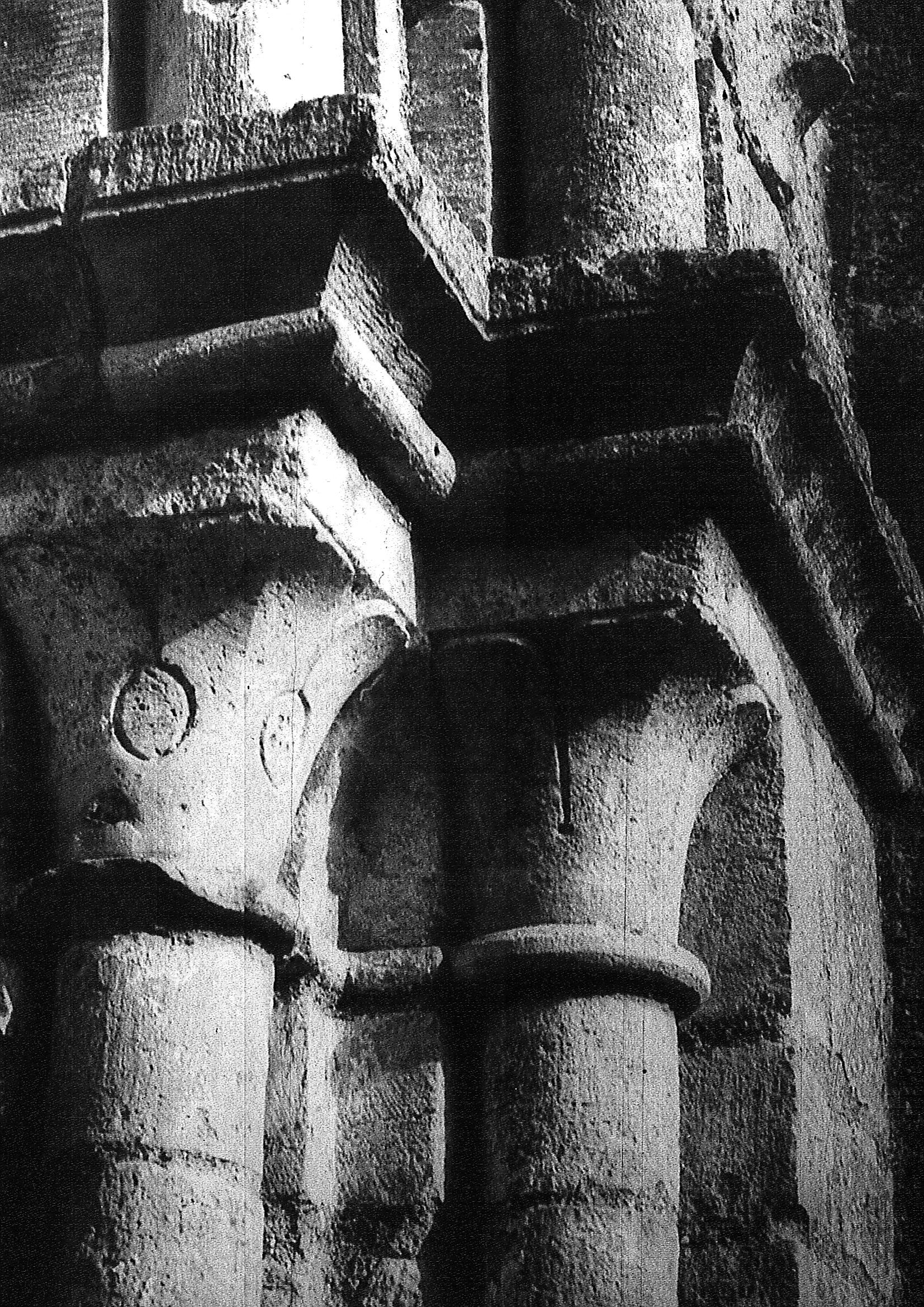
Quelques
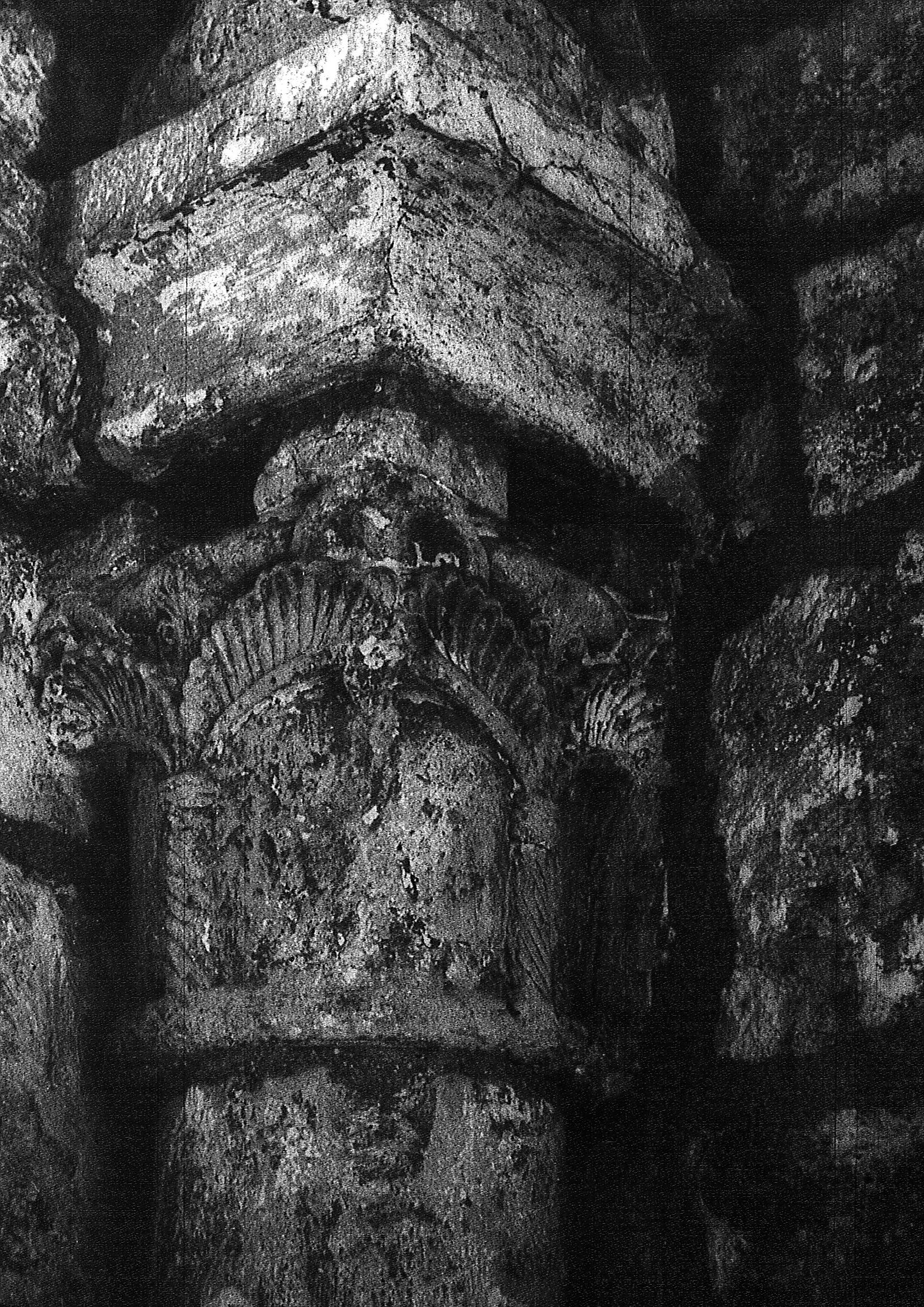
chapiteaux
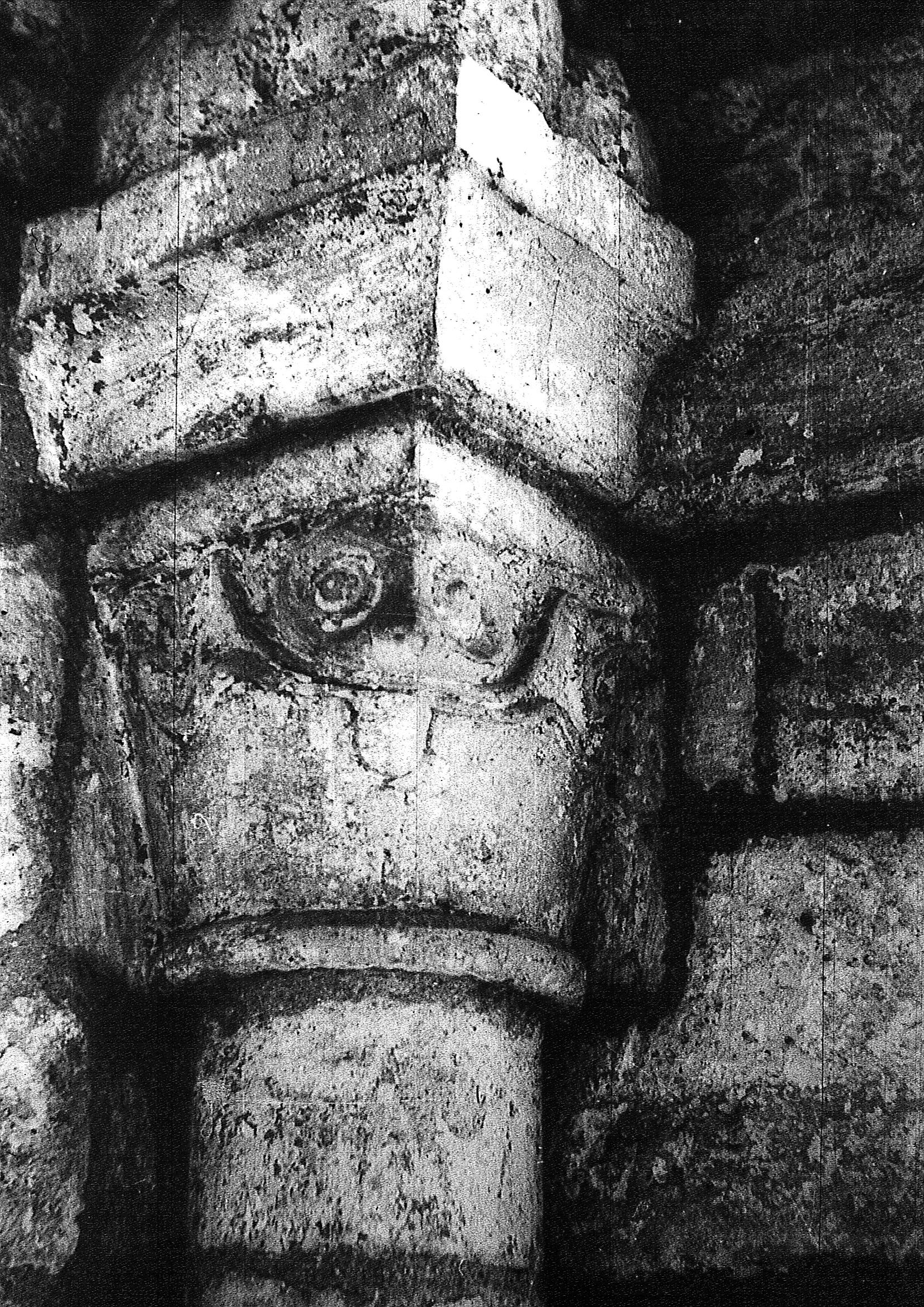
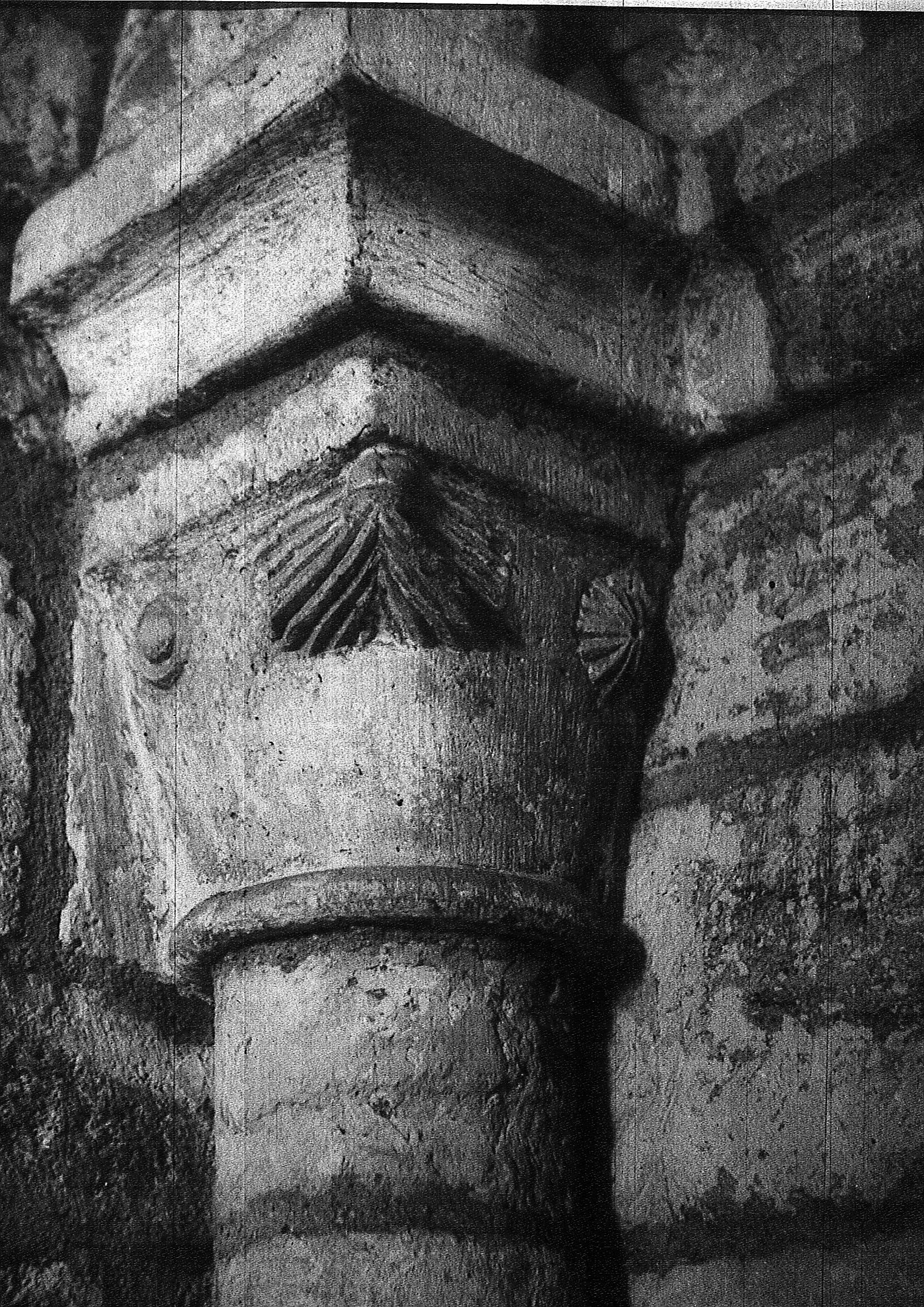
sculptés.